# 할로 (에식스주)

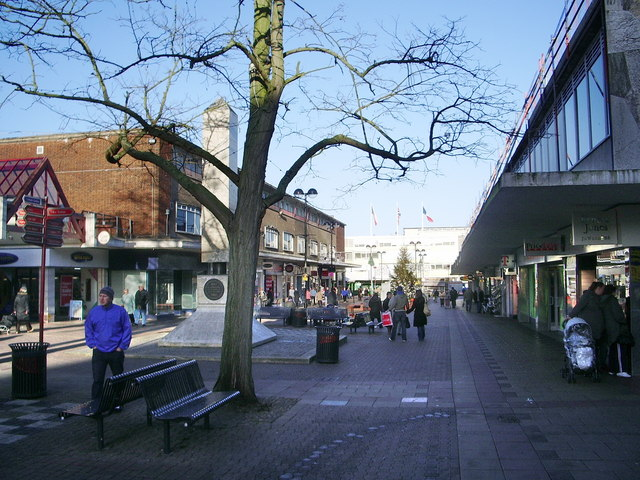
할로

할로(Harlow)는 영국 에식스주의 도시로, 인구는 2011년 조사 기준 81,944명이다.